# 弓胜
弓胜（1421年—1478年），字以德，原名弓本，明代宗朱祁钰赐名“胜”，祖籍是济南武定（今山东省惠民县）人，明宪宗时期的都知监太监。

## 生平
永乐十九年（1421年），出生。
宣德年间，进入宫廷，担任奉御，后曾管理内帑、神机营。
正统十四年（1449年），土木堡之变，在北京协助兵部尚书于谦抵挡瓦剌的军队，因保卫京城有功，晋升司钥库右副使。
景泰年间，在宫廷担任佩刀侍卫，仍然掌管神机营。
天顺三年（1459年），出任代州镇守太监、怀来镇守太监。
成化五年（1469年），晋升都知监少监，不久御赐蟒衣，晋升都知监太监。
成化十四年（1478年），去世，葬于都城西十五里黑山会的平原上。